# Carlos Ulrrico Cesco
| Odkryte planetoidy: 19 | Odkryte planetoidy: 19 |
| ---------------------- | ---------------------- |
| (1770) Schlesinger     | 10 maja 1967           |
| (1829) Dawson          | 6 maja 1967            |
| (1867) Deiphobus       | 3 marca 1971           |
| (1917) Cuyo            | 1 stycznia 1968        |
| (1919) Clemence        | 16 września 1971       |
| (1920) Sarmiento       | 11 listopada 1971      |
| (1958) Chandra         | 24 września 1970       |
| (1991) Darwin          | 6 maja 1967            |
| (2308) Schilt          | 6 maja 1967            |
| (2399) Terradas        | 17 czerwca 1971        |
| (2504) Gaviola         | 6 maja 1967            |
| (3833) Calingasta      | 27 września 1971       |
| (5299) Bittesini       | 8 czerwca 1969         |
| (5757) Tichá           | 6 maja 1967            |
| (8127) Beuf            | 27 kwietnia 1967       |
| (8128) Nicomachus      | 6 maja 1967            |
| (10450) Girard         | 6 maja 1967            |
| (11437) Cardalda       | 16 września 1971       |
| (30720) 1969 GB        | 9 kwietnia 1969        |
| 1. 2. 3.               |                        |

Carlos Ulrrico Cesco (zm. w 1987) – astronom argentyński, odkrywca 19 planetoid.

## Życiorys
Studiował na uniwersytecie w La Placie. Był uczniem słynnego astronoma i inżyniera Féliksa Aguilara. Większość swojego życia spędził w San Juan, gdzie brał udział w tworzeniu Obserwatorium Féliksa Aguilara. W roku 1962 założył kolejne obserwatorium, w El Leoncito i został jego dyrektorem. Jest to największe obserwatorium astronomiczne w Argentynie, obecnie nosi imię Carlosa Ulrrico Cesco.
Planetoidzie (1571) Cesco nadano nazwę dla uhonorowania zasług Carlosa Ulrrico Cesco oraz jego brata Ronaldo P. Cesco, dyrektora obserwatorium w La Placie.